# Marynidae
Famille
Les Marynidae sont une famille de Ciliés de la classe des Colpodea et de l’ordre des Colpodida.

## Étymologie
Le nom de la famille vient du genre type Maryna, dont l'origine est inconnue.

## Description
Foissner fait, de cette famille, la description suivante : 

« Colpodidae de taille petite à grande, formés d'un grand calice préoral et d'un petit lobe postoral. Le vestibule de taille petite à moyenne est ouvert dans la moitié postérieure à la base du lobe. Les polycinéties orales droite et gauche sont de longueurs à peu près égales. La cellule est le plus souvent incluse dans une loge tubulaire ou cupuliforme. Les espèces sont parfois coloniales. La division des cellules s'effectue lors de leur forme de kyste,. »

## Distribution
Ce sont des organismes d'eau douce (genres Mycterothrix et Opisthostomatella) ou vivant dans de la vase (genre Maryna).
La plupart des membres de Maryna sont holarctiques, certaines espèces sont paléotropicales (en) (Afrique, Madagascar, Indes, Indonésie).

## Liste des genres
Selon GBIF (12 novembre 2022) :
- Ilsiella Foissner, 1987
- Maryna Gruber, 1879
- Mycterothrix Lauterborn, 1898 synonyme de Trichorynchus Balbiani 1887[4]

Genres et espèces types selon Foissner 1993 :
- Ilsiella Foissner, 1987 (Ilsiella venusta Foissner, 1987)
- Maryna Gruber, 1879 (Maryna socialis Gruber, 1879)
- Mycterothrix Lauterborn, 1898 (Trichorynchus tuamotuensis Balbiani, 1887)
- Opisthostomatella Corliss, 1960 (Opisthostomatella bengalense) Ghosh, 1928

## Systématique
Le nom valide de ce taxon est Marynidae Poche, 1913.
Selon le site The World of Protozoa, les espèces placées à l'origine dans le genre Mycterothrix ont été transférées vers le genre Maryna, à l'exception de Mycterothrix acuminata Gellert, 1955.